# Stia
Stia là một đô thị ở tỉnh Arezzo trong vùng Toscana, tọa lạc khoảng 40 km về phía đông của Florence và khoảng 40 km về phía tây bắc của Arezzo. Tại thời điểm ngày 31 tháng 12 năm 2004, đô thị này có dân số 3.038 người và diện tích là 62,7 km².
Stia giáp các đô thị sau: Londa, Pratovecchio, San Godenzo, Santa Sofia.